# バッキー (ティラノサウルス)

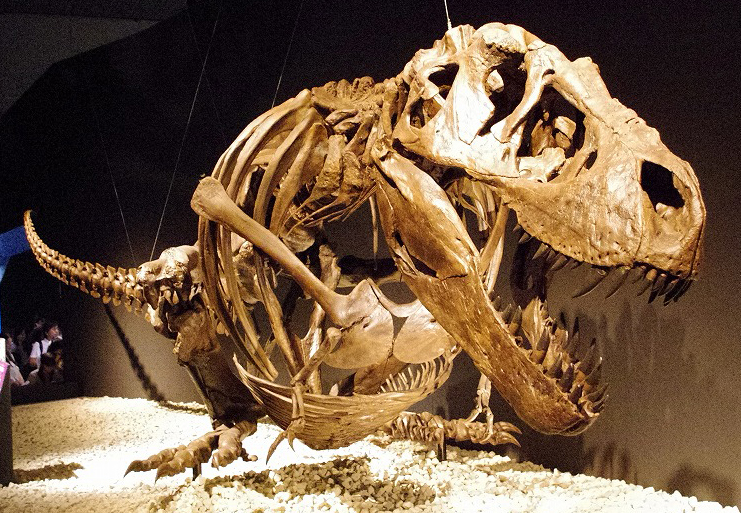
バッキーの標本のキャスト。

バッキー（Bucky、標本番号 TCM 2001.90.1）は、1998年にヘルクリーク累層で発見された、ティラノサウルスの未成熟個体。叉骨や腹肋骨が保存されていることが特徴とされ、日本では東京都の国立科学博物館で展示されている。

## 発見
バッキーの骨は1998年にアメリカ合衆国サウスダコタ州フェイスの近くで、カウボーイのバッキー・デルフリンガーがヘルクリーク累層で発見した。彼は8歳の頃から恐竜化石の収集を始めており、地面から飛び出た趾節骨を発見したのは父親の牧場で若い馬をならしていた20歳の時のことであった。また、彼は他のティラノサウルスや膨大な数のハドロサウルス科恐竜の骨も父親の土地で発見した。こうして彼はティラノサウルスの化石を発見した史上最年少の人物となった。
骨格は水に流され、エドモントサウルスとトリケラトプスの骨と共に分散した状態で浅い谷に埋没していた。発掘サイトは45.7メートル×9.1メートル、面積にして420平方メートルであった。これはティラノサウルスの発掘サイトとしては当時史上最大規模であった。バッキーは保存状態が良好で、ブラックヒルズ地質学研究所がクリーニングなど研究・展示の準備を行った。骨を覆う母岩が柔らかかったため、発掘と準備は比較的容易であった。

## 特徴

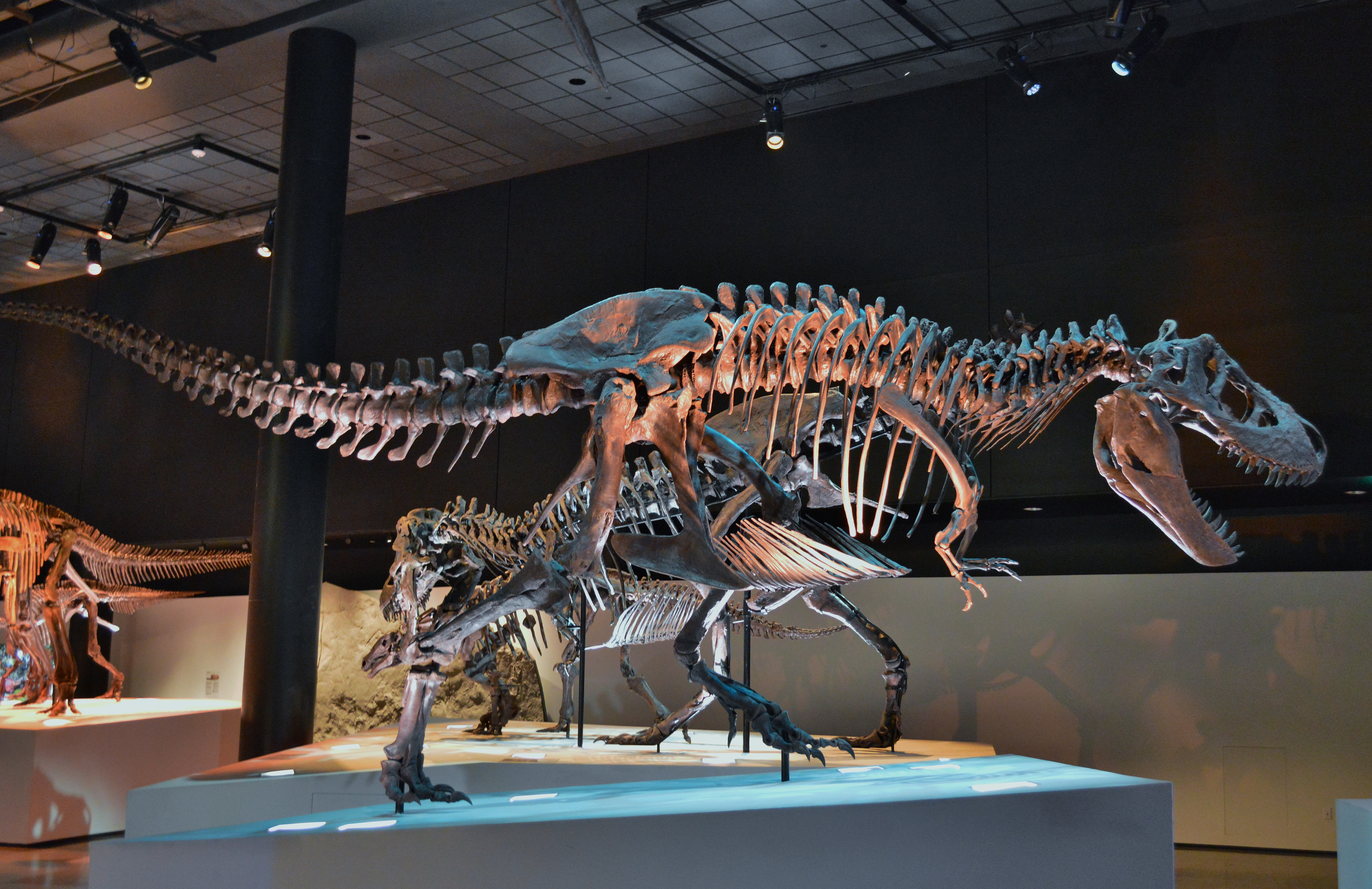
ヒューストン自然科学博物館のバッキー

完全には成長しきっていない個体であるが、全長は10メートル、体高は3メートル以上と推定されている。
肩を繋ぐ部分には、鳥類に見られる叉骨が保存されている。幅29センチメートル、高さ14センチメートルに達するバッキーの叉骨は、初めて発見されたティラノサウルスの叉骨でもある。また、バッキーには腹肋骨がほぼ完全に保存されており、その他には尺骨など合計で101本の骨があり、全身の34%が揃っている。これは同じくティラノサウルスの個体であるスコッティやスーなどには劣るが、叉骨や腹肋骨が確認されている数少ないティラノサウルス標本の中では最高の完全度である。また、尺骨が確認されたティラノサウルスの標本としては3番目に早いものであった。頭骨は他のティラノサウルスの標本のキャストを参考に復元されているものの、尾は骨盤の端までほぼ完全な尾椎が揃っている。
雌のティラノサウルスはがっしりとした形態型を示していて、バッキーもそうであると主張する古生物学者もいるが、この雌雄の判定法は万人に受け入れられているわけではない。

## 展示
バッキーは博物館に常設展示された未成熟個体のティラノサウルスとしては最初の標本である。2018年5月1日まではアメリカ合衆国サウスカロライナ州チャールストンチャールストン・カレッジの Addlestone Library に置かれ、その後はインディアナポリス子供博物館に展示されている。同館のディノスフィアではスタンと共に狩りの様子を再現されており、スタンがトリケラトプスのケルシーの注意を引き付けている隙にバッキーが背後から襲う形になっている。ティラノサウルスの全身骨格としては珍しく腹肋骨も揃って展示されている。

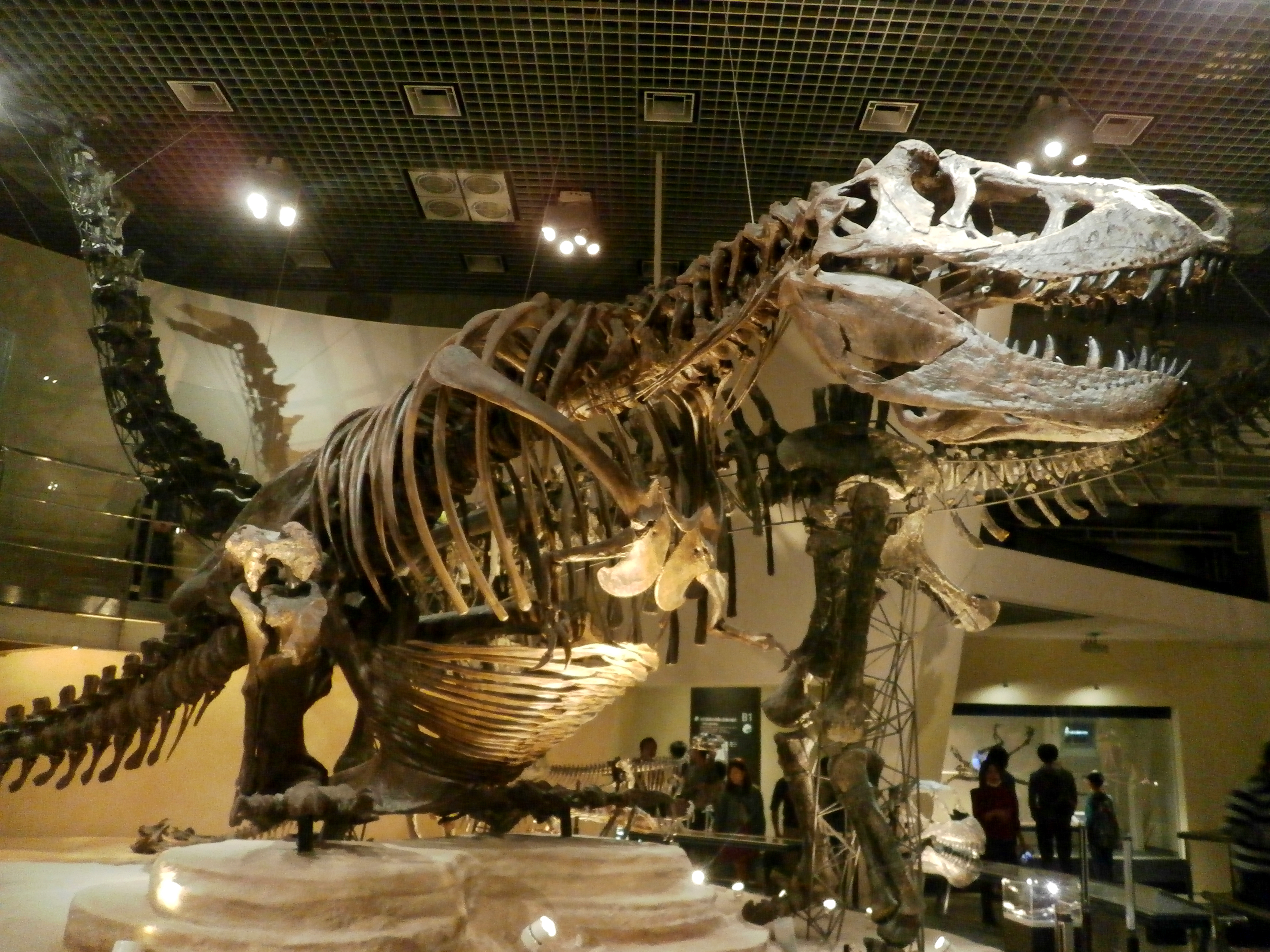
国立科学博物館のバッキー

日本では東京都台東区の国立科学博物館で常設展示されている。同館は2010年12月6日に約1000万円で株式会社パレオサイエンスと契約を締結し、バッキーのレプリカを購入した。2015年7月14日にリニューアルオープンして以来、バッキーは地球館地下1階でトリケラトプスと向き合うように展示されている。特徴である腹肋骨も揃い、復元姿勢には恥骨を地面につけてしゃがんで待ち伏せをする姿勢が採用されている。なおリニューアル前まで地下1階で展示されていたスタンは親と子のたんけんひろば「コンパス」に移された。
なお2011年に開催された『恐竜博2011』でもバッキーは目玉展示として国立科学博物館で展示された。世界で初めて復元されたしゃがんだティラノサウルスの姿勢はコンピュータ解析に基づいたもので、以降常設展に引き継がれることになった。組み立てには3時間以上を要したという。また、トリケラトプスと向き合う立ち位置も『恐竜博2011』から引き継がれている。